# Albert Mugnier
 (octobre 2013).
Si vous disposez d'ouvrages ou d'articles de référence ou si vous connaissez des sites web de qualité traitant du thème abordé ici, merci de compléter l'article en donnant les références utiles à sa vérifiabilité et en les liant à la section « Notes et références ».
Albert Mugnier né le 11 mars 1903 à Annecy (Haute-Savoie) et décédé le 10 décembre 1974 à Chamonix, est un bobeur français.
Plus connu sous le surnom de "Bidel", il est arrivé dans la vallée de Chamonix à la fin des années 1920 où il était mécanicien auto. Il a participé à de nombreuses compétitions nationales et internationales de bobsleigh en tant que freineur sur bob à 4. Il a notamment participé aux Jeux olympiques d'hiver de 1936 à Garmisch-Partenkirchen.